# Николай (Оно)
Епископ Николай (при рождении Киити Ямадзаки (яп. 山崎 帰一), впоследствии фамилия изменена на Оно, яп. 小野, в крещении Иоанн; 8 сентября 1872, Каннами, префектура Сидзуока, Япония — 19 ноября 1956, Япония) — епископ Северо-Американской митрополии, до 1954 года — епископ Русской православной церкви, епископ Токийский и Японский. Первый японец, ставший православным епископом.

## Биография
Родился 8 сентября 1872 года в деревне Каннами префектуры Сидзуока, был вторым сыном в семье бывшего самурая. Когда Киити был ещё в начальных классах школы, его старший брат, Кэндзабуро Ямадзаки, крестился под именем Саввы и стал православным катехизатором.
В надежде продолжить своё образование после окончания школы Киити уехал в Токио и отправился в штаб-квартиру Русской духовной миссии в Японии, где жил и работал его брат. Николай Японский, основатель японской православной церкви, предложил молодому человеку поступить в Токийскую православную семинарию. Юноша согласился и вскоре, в преддверии Пасхи 1885 года, был крещён с именем Иоанн.
В июле 1892 года Киити окончил образование и стал катехизатором. 2 июля 1894 года он вступил с брак с Верой Оно, дочерью одного из первых православных священников Японии — Иоанна Сакаи. По этому поводу был усыновлён семьёй супруги и принял фамилию Оно.
19 марта 1905 года Иоанн был рукоположён в пресвитерский сан Николаем Японским и определён настоятелем православного храма города Такасаки.
В 1905 году, в связи с русско-японской войной, был временно назначен священником лагеря русских военнопленных в предместье города Осака.
В 1925 году возведён в сан протоиерея архиепископом Сергием (Тихомировым).
Согласно решению японского церковного собора 1939 года, был переведён в Токийский Воскресенский собор и временно также назначен настоятелем православного храма в Иокогаме.
В 1940 году митрополит Сергий (Тихомиров) был смещён с поста главы японской православной церкви по требованию японского правительства. Временный управляющий делами церкви Арсений Ивасава, а также поддержавшие его верующие, убедили Иоанна, одного из старейших японских священников и земляка Ивасавы, принять архиерейский сан. Поскольку Иоанн был женат, его возведение в архиерейский сан могло быть совершено только при условии принятия монашества его женой, в соответствии с 48-м правилом VI Вселенского Собора.
В марте 1941 года чета Оно пребыла в Харбин, где Вера Оно приняла постриг под именем Елена, а Иоанн — под именем Николай. 6 апреля 1941 года в кафедральном соборе Харбина состоялось рукоположение архимандрита Николая (Оно) во епископа Токийского и Японского. Рукоположение совершили епископы Русской Зарубежной Церкви: митрополит Харбинский Мелетий (Заборовский), архиепископ Пекинский Виктор (Святин), архиепископ Нестор (Анисимов), епископы Димитрий (Вознесенский) и Ювеналий (Килин). Епископ Николай стал первым православным епископом-японцем.
Многие японские верующие оказали сопротивление новому епископу — когда он вернулся в Японию, он не смог отслужить пасхальную службу в Токийском соборе, так как его двери оказались заперты. Однако на Внеочередном Церковном Соборе 18 июня 1941 года, проходившем в присутствии представителей японских светских властей, епископ Николай был признан японским предстоятелем.
Вступление Японии во Вторую мировую войну сильно отразилось на жизни граждан. Епископ Николай к концу войны проводил почти все свои ночи за отпеванием множества умерших, которые грузовиками свозились в Токийский собор, оставшийся единственным зданием в квартале, которое не было разрушено американскими бомбёжками (наличие в соборе массы трупов людей, погибших при бомбардировках, отмечал в своих воспоминаниях Павел Такаи Хисао  ).
После окончания войны конфликт между сторонниками и противниками назначения Николая главой японской церкви продолжился. 5-6 апреля 1946 года состоялся первый послевоенный японский церковный собор, вынесший решение об удалении епископа Николая от управления — он выехал на покой в посёлок Каннари (в настоящее время город Курихара префектуры Мияги).
В конце марта 1946 года японская консистория приняла решение воссоединиться с Московской патриархией, и патриарх Алексий I его одобрил. Однако большинство японских православных под влиянием американских оккупационных властей приняло в начале 1947 года епископа Вениамина (Басалыгу) из Америки и вошло в юрисдикцию Северо-Американской митрополии. Немногие оставшиеся сторонники присоединения к Московской патриархии были возглавлены вернувшимся в Токио епископом Николаем, а также протоиереем Антонием Такаи. Под конец своей жизни Николай принял решение о воссоединении с большинством японских верующих. 24 апреля 1954 года он подписал акт примирения с американским епископом в Японии, Иринеем (Бекишем) и, вместе с большинством иереев и верующих в его подчинении, перешёл в юрисдикцию Американской митрополии.
Епископ Николай скончался 19 ноября 1956 года. За 16 лет своего епископства он рукоположил 3-х иереев, 1-го диакона, 2-х иподиаконов и построил 1 церковь. Один из видных мирян японской православной церкви тех лет, Александр Манабэ, отзывался о епископе Николае как о человеке мягком и слабохарактерном, не обладавшем ни честолюбием, ни административными способностями.
Несмотря на противодействие многих, епископ Ириней дал позволение на захоронение епископа Николая (Оно) на кладбище Янака, рядом с могилами предыдущих японских предстоятелей — архиепископа Николая (Касаткина) и митрополита Сергия (Тихомирова).

## Награды
- Золотой наперсный крест (за усердную заботу о русских военнопленных, от императора Николая II; февраль 1907)
- Украшенное напрестольное Евангелие (за усердную заботу о русских военнопленных, от Святейшего Синода; февраль 1907)

## Труды
- 『イオアン川股篤礼小伝』金成：金成正教会、1934（再版：私家版、1976）。
- 『金成正教会成聖式拾週年を迎へて』金成：金成ハリストス正教会、1944。